# Голицын, Сергей Михайлович (1909)
Князь Сергей Михайлович Голицын (1 [14] марта 1909 — 7 ноября 1989) — русский советский писатель, мемуарист, инженер-топограф, участник Великой Отечественной войны. Член Союза писателей с 1965. Внук московского губернатора В. М. Голицына (1847—1932) .

## Биография
Сергей Голицын родился в родовом имении Бучалки 1 (14) марта 1909 года, в семье князя Михаила Владимировича Голицына (1873—1942) и Анны Сергеевны, урождённой Лопухиной (1880—1972). Имел пять сестёр: Александру (1900—1991), Софию (1903—1982), Евгению (1906—1908), Марию (1911—1988), Екатерину (1914—2005) и брата Владимира (1902—1943).
Ещё в детстве, под впечатлением прочитанных книг, Сергей Голицын захотел стать писателем. После окончания школы, в 1927 году, он поступил на Высшие литературные курсы (успел закончить три курса, а в 1929 году они были закрыты).
Во время репрессий 1920-х — 1940-х годов в разное время были арестованы дед Сергея, Владимир Голицын (1847—1932), отец, брат, муж сестры Александры — Георгий Осоргин, тётя Елизавета (1889—1943), её муж Владимир Трубецкой (1892—1937), двоюродные братья и сёстры. Часть из них была казнена и погибла в заключении. Позднее Сергей Михайлович отразил эти годы в своей книге «Записки уцелевшего» (он писал, что двенадцать его родственников погибло, из них на войне только один — Валерий Перцов, четверо из лагерей вернулись).
В 1930-х годах он стал работать топографом: с изыскательской партией в Краснодарском крае, в леспромхозе в Горной Шории, принимал участие в строительстве канала имени Москвы. На основе сибирского опыта написал цикл рассказов «Тайга», два из которых при содействии Бориса Житкова были напечатаны в журнале «Чиж» в 1936 и 1939 годах. В 1936 году вышла первая книга «Хочу быть топографом». Однако сразу стать профессиональным писателем Сергею Голицыну не удалось.
3 июля 1941 года Сергей Голицын был мобилизован в военно-строительный отряд. С 1943 — красноармеец 74-го военно-строительного отряда 27-го управления Особого строительства при 48-й армии. Участвовал в Курской битве, Белорусской и Восточно-Прусской наступательных операциях. В качестве топографа в составе строительных частей он прошёл боевой путь до Берлина и был демобилизован только в 1946 году в звании рядового. Был награждён орденами Отечественной войны 2-й степени, Красной Звезды, медалями «За боевые заслуги», «За оборону Москвы» и др.
После войны Сергей Голицын работал инженером-геодезистом в Государственном проектном институте.
С 1959 года Сергей Голицын стал профессиональным писателем. Популярностью пользовались его книги о жизни советских пионеров — «Сорок изыскателей», «Городок сорванцов», «Полотняный городок» и другие. Он писал также краеведческо-исторические книги — «Сказание о белых камнях» и «Сказание о земле Московской». Для создания панорамы Древней Руси Голицын использует и документальные источники, и художественные шедевры древней литературы: летописи «Жития святых», «Слово о полку Игореве», «Сказание о Мамаевом побоище» и другие.
Писал Сергей Голицын и исторические книги для детей («Ладьи плывут на север», «До самого синего Дона» и др.).
В 1960—1970-х годах Голицын написал несколько беллетризованных биографий художников.
В последние годы жизни писатель работал над биографической книгой «Записки уцелевшего». Издана она была только после его смерти, в 1990 году.
С 1960 года Сергей Голицын каждое лето (примерно с апреля по начало октября) жил в селе Любец на берегу Клязьмы. Остальное время он проводил в Москве.
Самый большой труд своей жизни, над которым Сергей Михайлович работал в течение 10 лет, увидеть изданным писателю не привелось — 7 ноября 1989 года он скончался от обширного инфаркта, в первой половине этого своего последнего дня занимаясь правкой машинописного экземпляра «Записок уцелевшего».

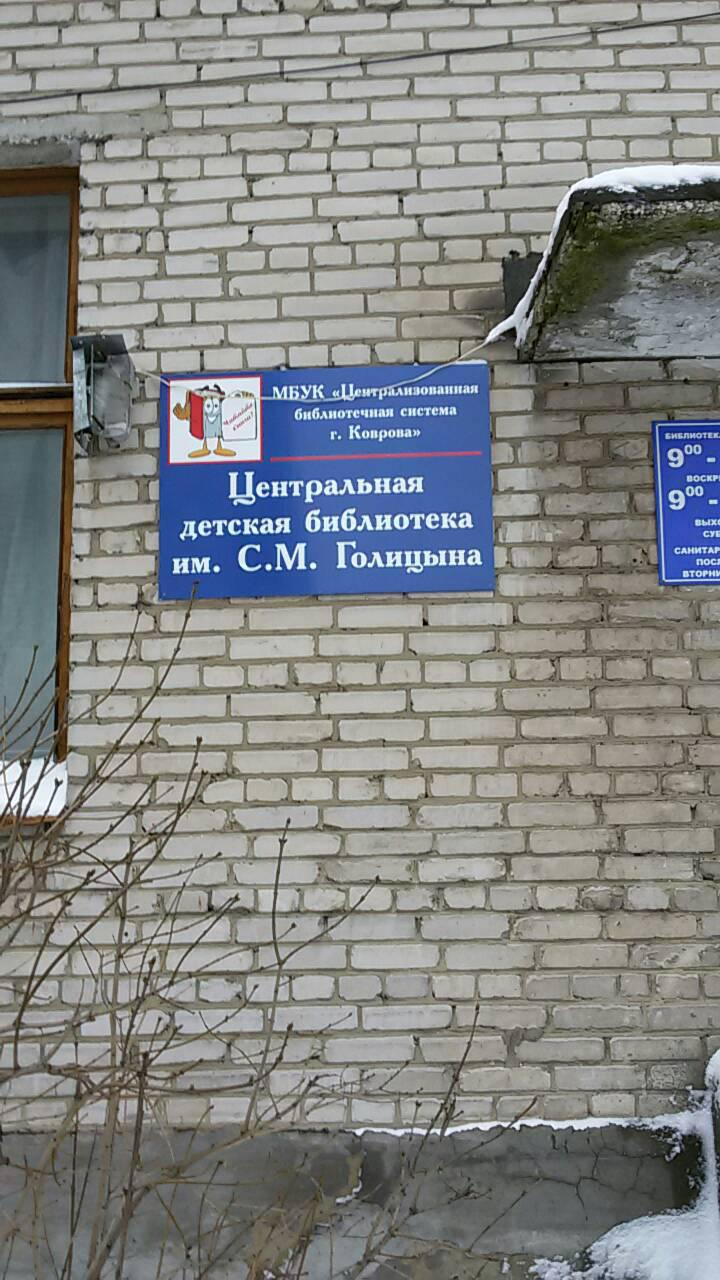
Имя Голицына носит детская библиотека в Коврове

Похоронен на кладбище села Любец, в ограде церкви, которая стоит на высоком бугре на берегу Клязьмы.

### Семья
В 1934 году женился на Клавдии Михайловне Бавыкиной (1907—1980, в браке сохранила свою фамилию). В браке родились:
- Георгий (Юрий) (род. 1935) — видный советский и российский геофизик, академик РАН, многолетний директор Института физики атмосферы им. А. М. Обухова РАН.
- Михаил (1936—2020) — ученый-геологоразведчик, автор 170 научных монографий и статей[3].
- Сергей (1937—1938)

В 1984 году женился на Клавдии Васильевне, урождённой Григорьевой (1912—1992).

### Популярно-методические книги
- Хочу быть топографом (под ред. А. М. Казачкова; 1936). Книга популярно рассказывает о работе по ориентированию на местности и о самодельных измерительных инструментах.
- Хочу быть топографом (полностью переработанное издание с новыми иллюстрациями, объём книги увеличился почти вдвое; 1953; исправленное переиздание 1954, 2017)
- Мы читаем «зелёную книгу» (1959). «Книга рассказывает, что нужно знать и уметь пионеру 2-й и 3-й ступени, чтобы пойти в многодневный поход».
- Полотняный городок (туристский лагерь пионеров) (1961). Документальный очерк из жизни звенигородского летнего лагеря московской школы-интерната № 18. О том, как был создан этот лагерь, Голицын рассказал также в художественной повести «Городок сорванцов».
- Туризм в школе: книга руководителя путешествия / И. А. Верба, С. М. Голицын, В. М. Куликов, Е. Г. Рябов. (1983). Как организовать и провести школьное путешествие.

### Рассказы для детей
В «Записках уцелевшего» Голицын писал: «…я всё ждал ответа, а потом узнал, что редактора Чижа и Ежа — Олейникова посадили, решил, что рассказы пропали. А много позднее мне прислали письмо в Дмитров на адрес родителей, что мои рассказы обнаружены в архиве журнала „Чиж“, спрашивали меня, кто я такой и оба рассказа — „Оленёнок“ и „Чайник“ были напечатаны в 1940 году».
- Оленёнок // Чиж : журнал. — 1936. — № 4.
- Крышка для чайника: рассказ // Чиж : журнал. — 1939. — № 5.

### Художественные книги о жизни и приключениях советских пионеров
- Сорок изыскателей (1959; переиздания: 1961, 1966, 1969, 1974, 1983, 1989, 2015, 2017, 2021)
- Городок сорванцов (1963; переиздания: 1974, 2016, 2017)
- За берёзовыми книгами. Повесть об одном туристском походе (1963; переиздания: 1965, 1969, 1989, 2015, 2017).
- Страшный Крокозавр и его дети (1965; переиздания: 1974, 2016, 2017)
- Тайна старого Радуля (1972; переиздания: 1987, 1989, 2015, 2017)

### Беллетризованные биографии
- Солнечная палитра. Повесть о художнике В. Д. Поленове (1967)
- Слово о мудром мастере. Повесть о художнике В. А. Фаворском (1977)
- Очерк о Ф. М. Достоевском // Огонёк : журнал. — 1977. — № 52.
- Очерк о Л. Н. Толстом // Огонёк : журнал. — 1978. — № 37.
- О неосуществлённом замысле Л. Н. Толстого («Яснополянский сборник», 1982)

### Историко-краеведческие книги
- Сказания о белых камнях (М.: Молодая гвардия, 1969; дополненные и переработанные издания: 1980, 1987).
- Про бел-горюч камень. Исторический сказ для детей (1983; переиздания: 1989, 1994, 2014, 2017)
- Сказание о Евпатии Коловрате. Исторический сказ для детей (1984; переиздания: 1987, 1994, 2014, 2017)
- Ладьи плывут на север. Исторический сказ для детей (1985; переиздания: 1994, 2014, 2017)
- До самого синего Дона. Исторический сказ для детей (1986; переиздания: 1994, 2014, 2017)
- Дедов дом : повесть // Новый мир : журнал. — 1985. — № 9.
- Село Любец и его окрестности: Повести, очерки (1989). О селе Любец Ковровского района Владимирской области, где у автора был дом, и о жителях села. Содержание: История села Любец. Любецкие старожилы. Дедов дом. Большой дом. Сельские учителя. Из моего блокнота.
- Сказания о земле Московской : историческая книга (1991; написана в 1970-х годах).

### Мемуары
- Вспоминая «Всемирный следопыт» // Альманах библиофила. — Вып. 2. — 1975. — С. 61—66.
- Лето в Бучалках. Воспоминания о детстве // Пионер : журнал. — 1989. — № 7. — С. 36—45 (переиздание 2017). Глава, не включённая в «Записки уцелевшего».
- Записки уцелевшего. Мемуары // Дружба народов : журнал. — 1990. — № 3 (книжное издание 1990, переиздания 2006, 2016)
- Записки беспогонника. — М.: Русскій Міръ, 2010. — 608 с. — 2000 экз. Книга издана впервые по рукописи 1946—1948 годов. Воспоминания были вновь обнаружены и исправлены автором в 1971 году. Отрывки публиковались в журнале «Наш современник» (1995, № 7, 8).